# Russet Burbank (сорт картоплі)

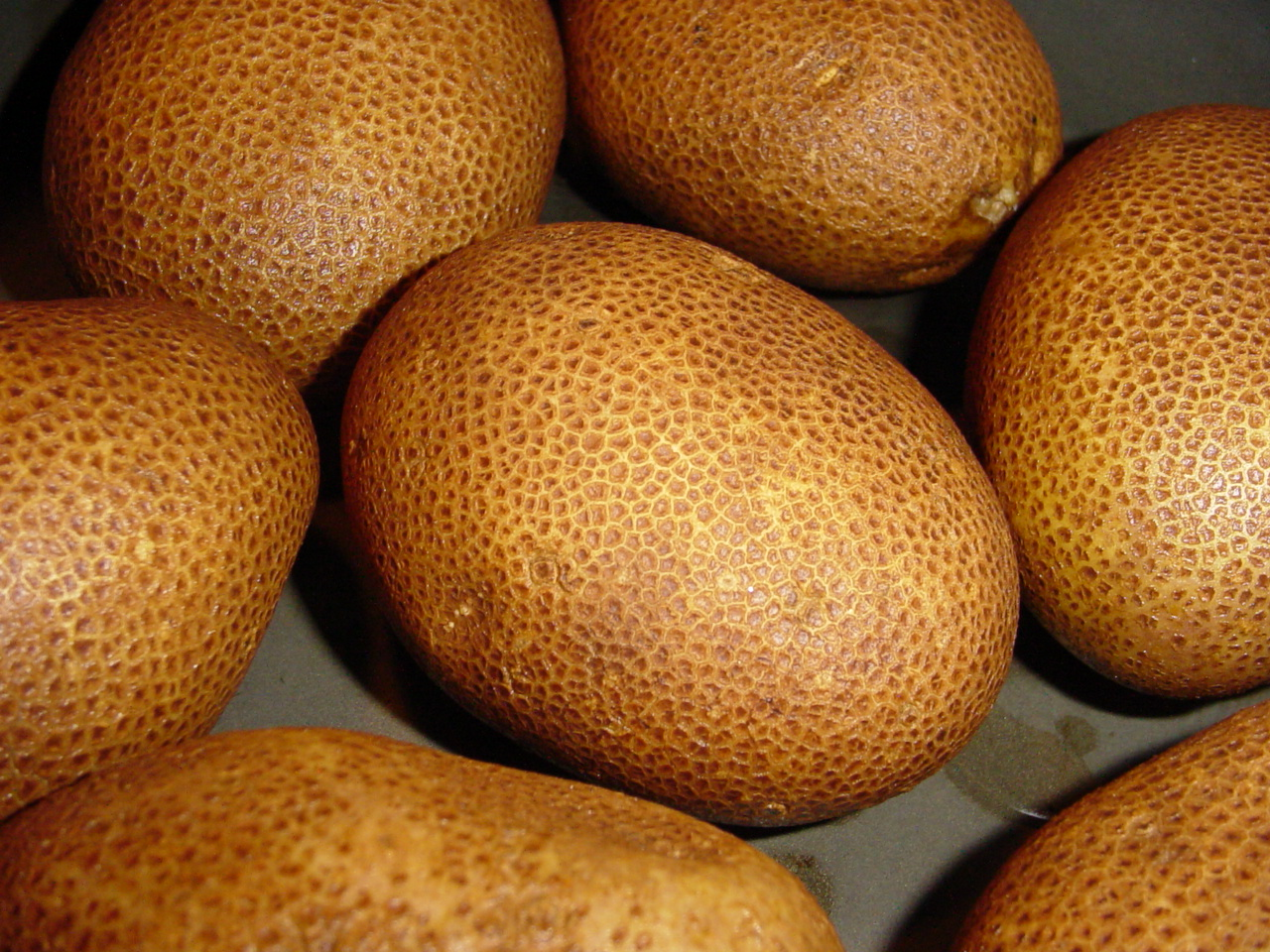
Фото характерних бульб сорту Russet-Burbank.

Рассет Бурбанк (англ. 'Russet Burbank') — сорт картоплі з великими бульбами, покритими коричневою шкіркою і які мають білу м'якоту.

## Історія сорту
Відомо, що Лютер Бербанк вивів попередника, 'Burbank potato', у Луненбурзі, Массачусетс, США, на початку 1870-х. В 1875 Бербанк продав ферму і права на цей сорт картоплі і переїхав до Санта-Рози (Каліфорнія).
Пізніше був виведений нащадок цього сорту з червоно-коричневою шкіркою, названий «Russet Burbank».
Сорт 'Russet Burbank' був описаний Лютером Бербанком в 1914 як химера, відібрана Лу Світом (Lou Sweet) з культиварів Бербанка. Лу Світ вирощував картоплю на заході Колорадо і був президентом асоціації картоплеводів Америки у 1920 році.
В даний час існують різні культивари сорту 'Рассет Бурбанк'.
У тому числі затверджені для продажу та вирощування в ряді країн сорту ГМО-картоплі 'Рассет Бурбанк', що мають різні модифікації (стійкість до комах та/або гербіцидів та вірусів), що випускаються фірмами Monsanto та J. R. Simplot Co.

## Застосування та поширення

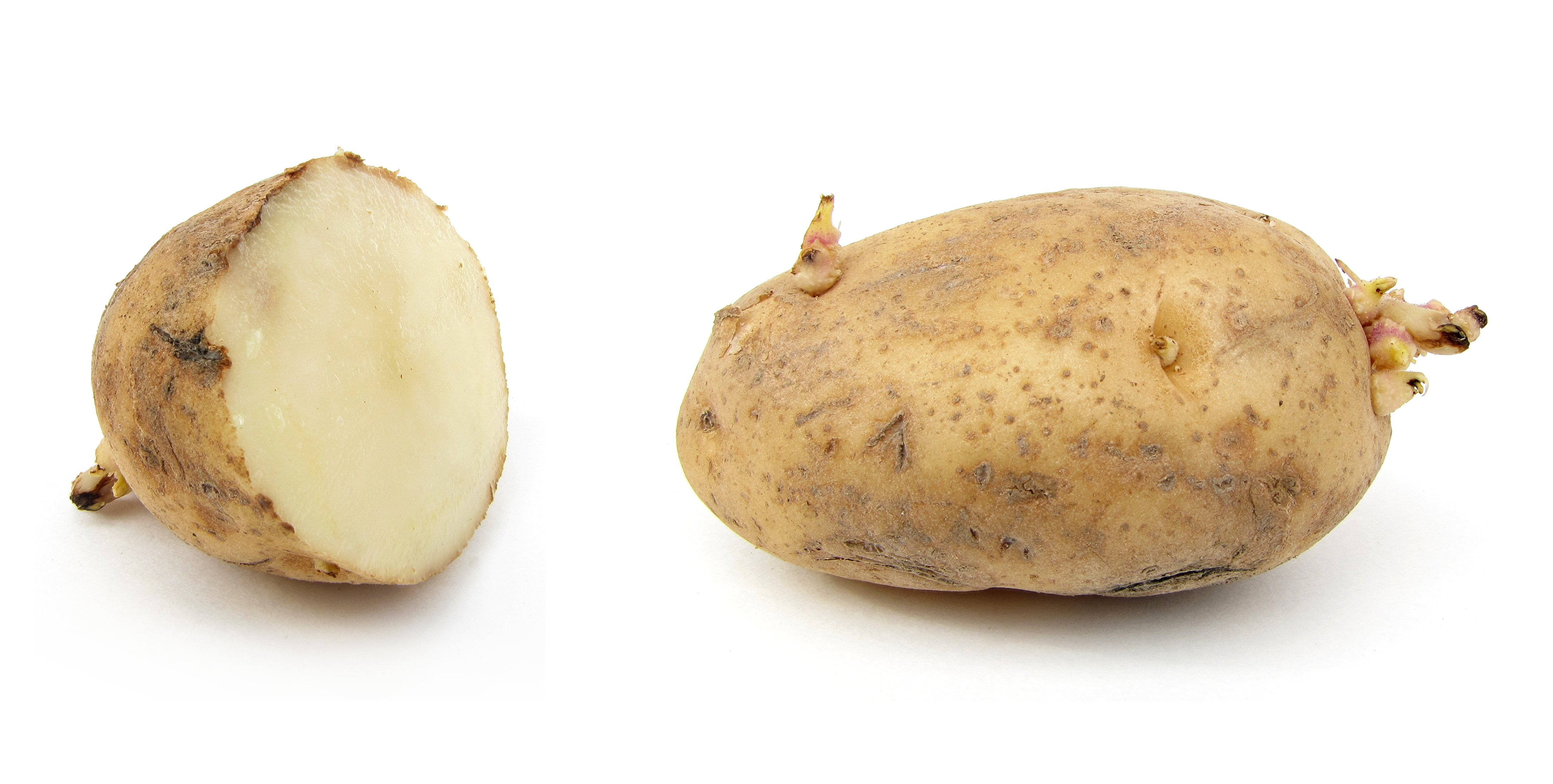
Культивар Руссет Бурбанк із Айдахо

Сорт переважно використовується при приготуванні картоплі фрі, чіпсів та смаженої картоплі в ресторанах фастфуду у тому числі Макдональдсі.
При використанні сорту для виготовлення картопляних чіпсів виходять темнозабарвлені чіпси через карамелізацію цукрів, вміст яких у ньому вищий, ніж у сорті картоплі 'Maris Piper', що найчастіше використовується у виробництві чіпсів.
Бульби цього сорту мають високу антиоксидантну активність.
У 1970-і роки сорт був інтродукований в Австралії, де він є основним сортом для приготування смаженої картоплі.
У Північній Америці сорт добре росте на зрошуваних ґрунтах (у північно-західних штатах США — Айдахо, Вашингтон, Орегон, Монтана, а також у Канаді). Урожайність не ГМ-сорту становить 28-67 т/га.